# Licinius II

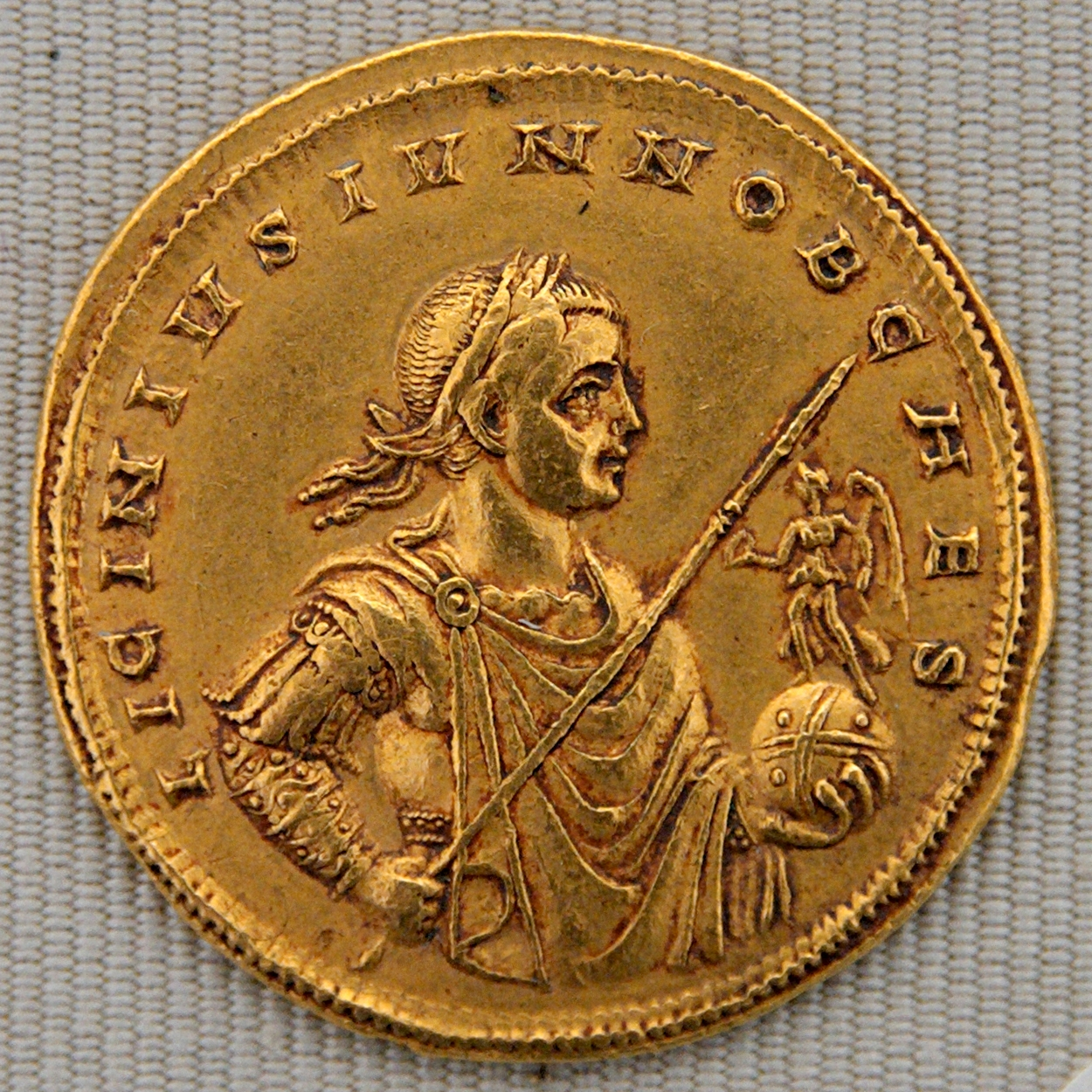
Licinius II được mô tả trên một đồng solidus, khi ông trong bộ áo giáp cầm một ngọn giáo và một quả cầu chiến thắng. Dòng chữ "LICINIUS IUNior NOBilissimus CAESar" được dịch là 'Tiểu Licinius, Caesar cao quý nhất'

Licinius II hay Licinius Trẻ (tên đầy đủ: Valerius Licinianus Licinius) (kh. 315–326) là con trai của Hoàng đế La Mã Licinius. Ông phục vụ trên danh nghĩa là Caesar tại đế quốc phía đông từ năm 317 tới năm 324 trong khi cha ông là Augustus. Mẹ ông là Flavia Julia Constantia, em gái cùng cha khác mẹ của Constantinus I.
Sau khi bị Constantinus đánh bại trong trận Chrysopolis, vua cha Licinius được tha thứ và bị giam lỏng tại Thessalonica. Tuy nhiên, khoảng 1 năm sau, có lẽ vì hối hận vì đã tha chết cho Licinius, Constantinus đã hạ lệnh ép vị cựu hoàng phải treo cổ tự sát.
Licinius Trẻ, cháu trai của Constantinus, cũng nhanh chóng bị hoàng đế nghi ngờ và đã thủ tiêu, có lẽ là trong phạm vị của cuộc hành quyết tại Crispus năm 326.